# Rothschild-Spital

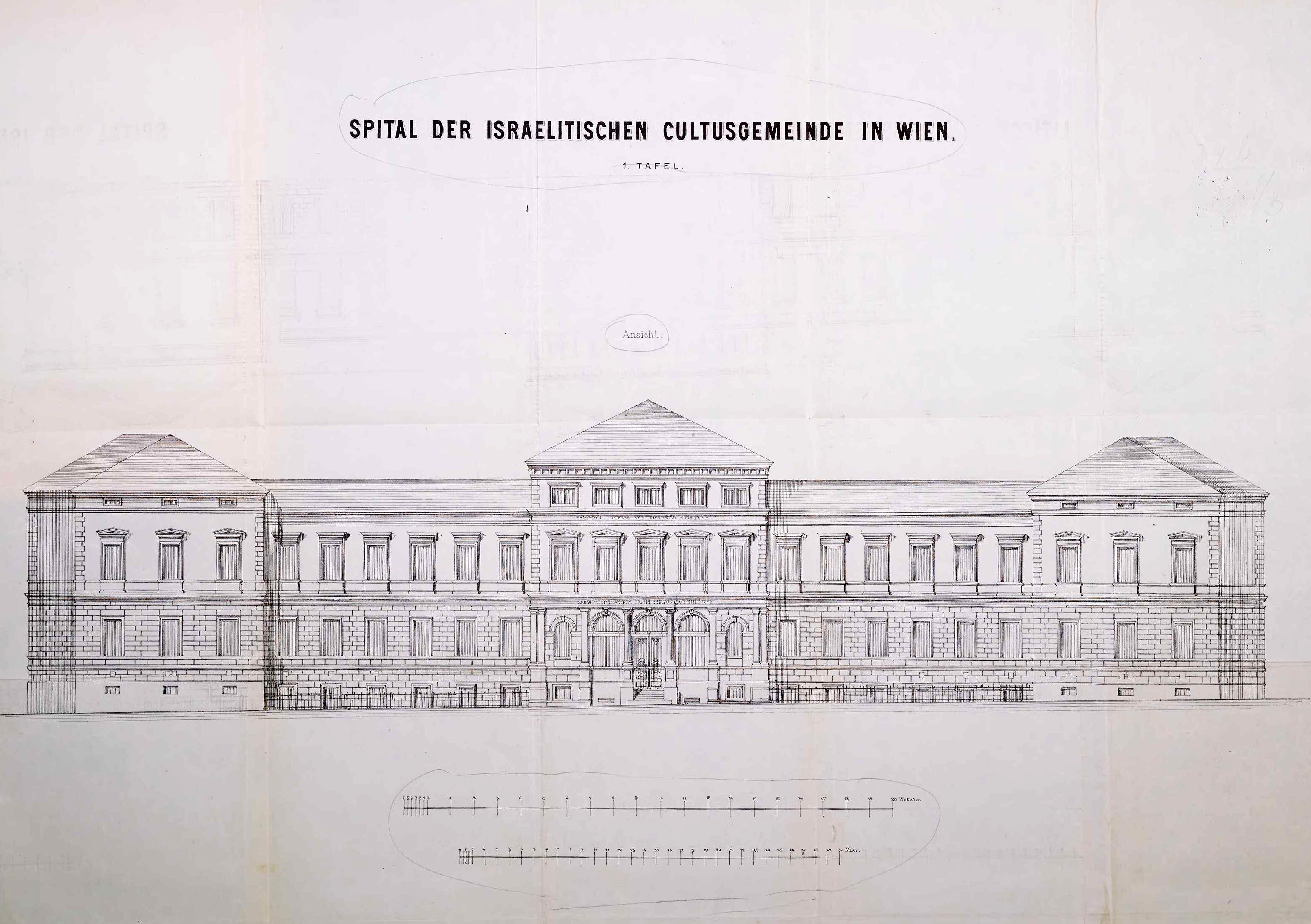
Das Rothschild-Spital im Jahr 1873

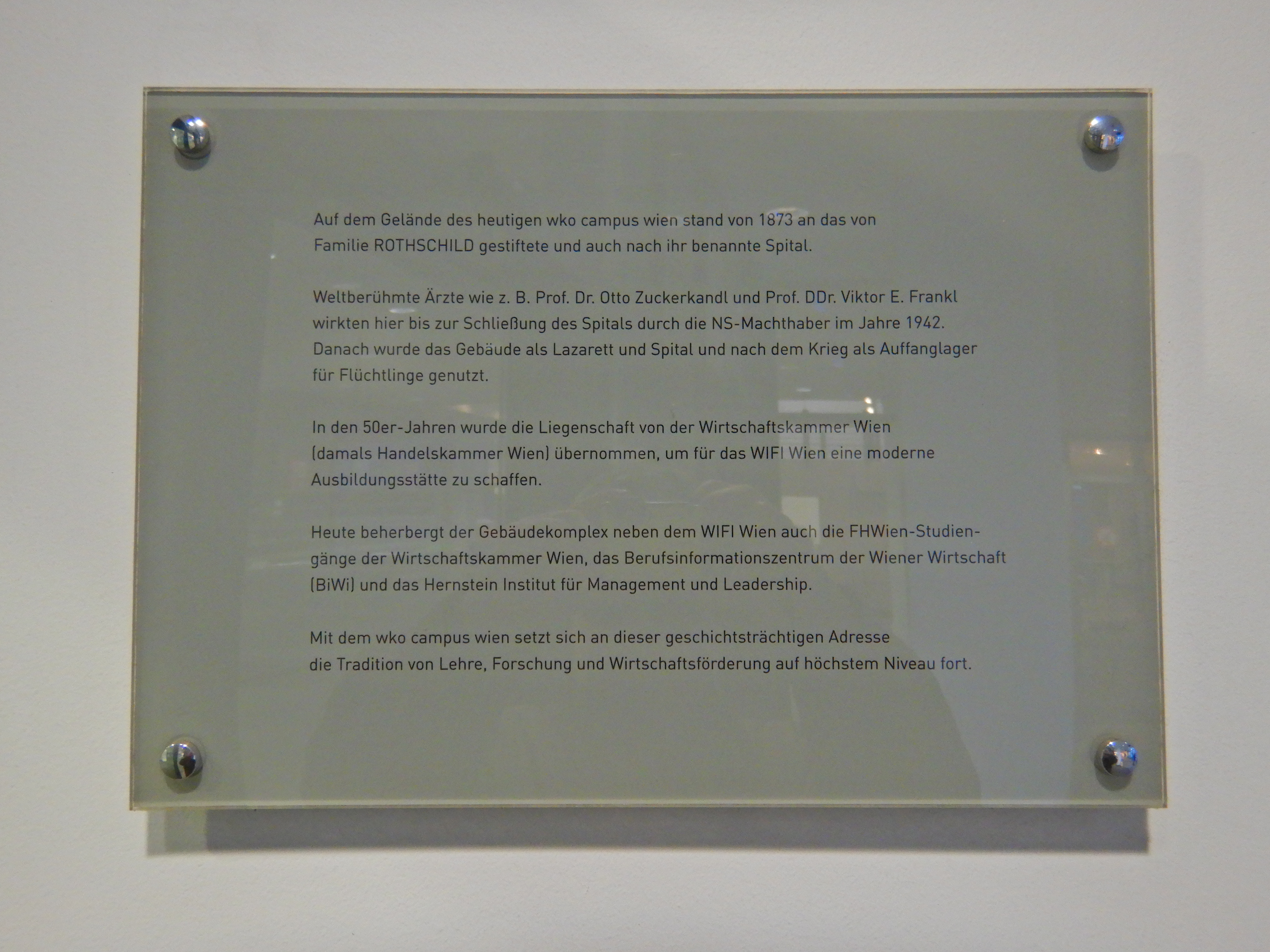
Gedenktafel für das ehemalige Rothschild-Spital

Das 1873 eröffnete sogenannte Rothschild-Spital, eigentlich: Spital der israelitischen Kultusgemeinde, in Wien, benannt nach seinem Stifter Freiherr Anselm Salomon von Rothschild, war zu seiner Zeit eines der modernsten Spitäler der Stadt. Es diente der Israelitischen Kultusgemeinde Wien (IKGW) von 1873 bis 1938 als Spital für die Mitglieder der Gemeinde, während der Zeit des Nationalsozialismus blieb es von 1938 bis 1943 geöffnet und war das einzige Spital in Wien, wo jüdische Patienten behandelt und jüdische Ärzte tätig sein konnten. Nach Ende des Zweiten Weltkriegs wurde es als Lager für jüdische Displaced Persons, später als Auffanglager für jüdische Flüchtlinge aus Osteuropa genutzt. Der nach Plänen des Wiener Architekten Wilhelm Stiassny errichtete Bau am Währinger Gürtel 97 wurde 1960 abgerissen.

## Geschichte

### Stiftung
Das Spital mit 100 Betten wurde von Baron Anselm Salomon von Rothschild im Andenken an seinen verstorbenen Vater Salomon Freiherr von Rothschild gestiftet und der Israelitischen Kultusgemeinde Wien übereignet. Die Vereinbarung mit der IKG Wien wurde am 17. Jänner 1869 unterschrieben. Das neue Spital diente als Ersatz für das 1698 von Samuel Oppenheimer gestiftete, mit seinen 40 Betten für die steigende Zahl der Wiener Juden nicht mehr ausreichende jüdische Spital in der Seegasse 9 im 9. Wiener Gemeindebezirk.

### Planung
Beim Bau des Spitals sollten die neuesten Erkenntnisse des Krankenhausbaus berücksichtigt werden. Zu diesem Zweck wurden die Ärzte Albert Matzel, ein Vorstandsmitglied der IKG Wien, und Bernhard Wölfler (1816–1895), der Direktor des Spitals in der Seegasse, auf eine Studienfahrt durch Europa geschickt.
Die 40 Tage dauernde Reise begann am 19. Juni 1869 in Wien und führte durch 19 Städte und 61 Spitäler. In einer die Reiseergebnisse zusammenfassenden Denkschrift forderten Matzel und Wölfler für das zu erbauende Krankenhaus folgende wesentliche Merkmale: Pavillonsystem; für je 20 Patienten sechs Krankensäle (l/b/h in Metern: 22,8/9,5/4,7); Luftheizung und Beleuchtung durch Gas; Ventilation nach dem Pulsionsprinzip. Die Räume sollten hell und gut belüftet sein, beschlossen wurde auch der Einbau von Wasserspültoiletten sowie Dampfkochapparate für Küche und Wäscherei.
Mit der Planung des Baus wurde der jüdische Wiener Architekt Wilhelm Stiassny beauftragt.

## Bau
Erbaut wurde das Spital an der neu angelegten Währinger Gürtelstraße (heute: Währinger Gürtel) auf einem Grundstück, auf dem sich einst eine kaiserliche Baumschule befand. Begrenzt wurde es von der Herrengasse (heute Gentzgasse) im Süden und der Döblingerstraße (seit 1894 Semperstraße) im Westen.
Mit den Aushubarbeiten wurde am 19. Juli 1870 begonnen, am 2. Juni 1871 wurde die Gleichenhöhe erreicht. Im Herbst 1872 waren die Bau- und Installationsarbeiten so weit fortgeschritten, dass die Schlusssteinlegung auf den 9. März 1873 und die Inbetriebnahme des Spitals auf den 1. April des gleichen Jahres festgelegt wurde.
Die eigentliche Eröffnung fand dann am 10. April 1873 statt. Die Patienten aus dem alten Krankenhaus in der Seegasse hatte man am Tag davor ins neue Spital verlegt. Bei der feierlichen Eröffnung wurde in der Eingangshalle eine Tafel aus Marmor zum Gedenken an den Vater des Spenders enthüllt, der auch an der Fassade des Gebäudes verewigt wurde.

## Betrieb

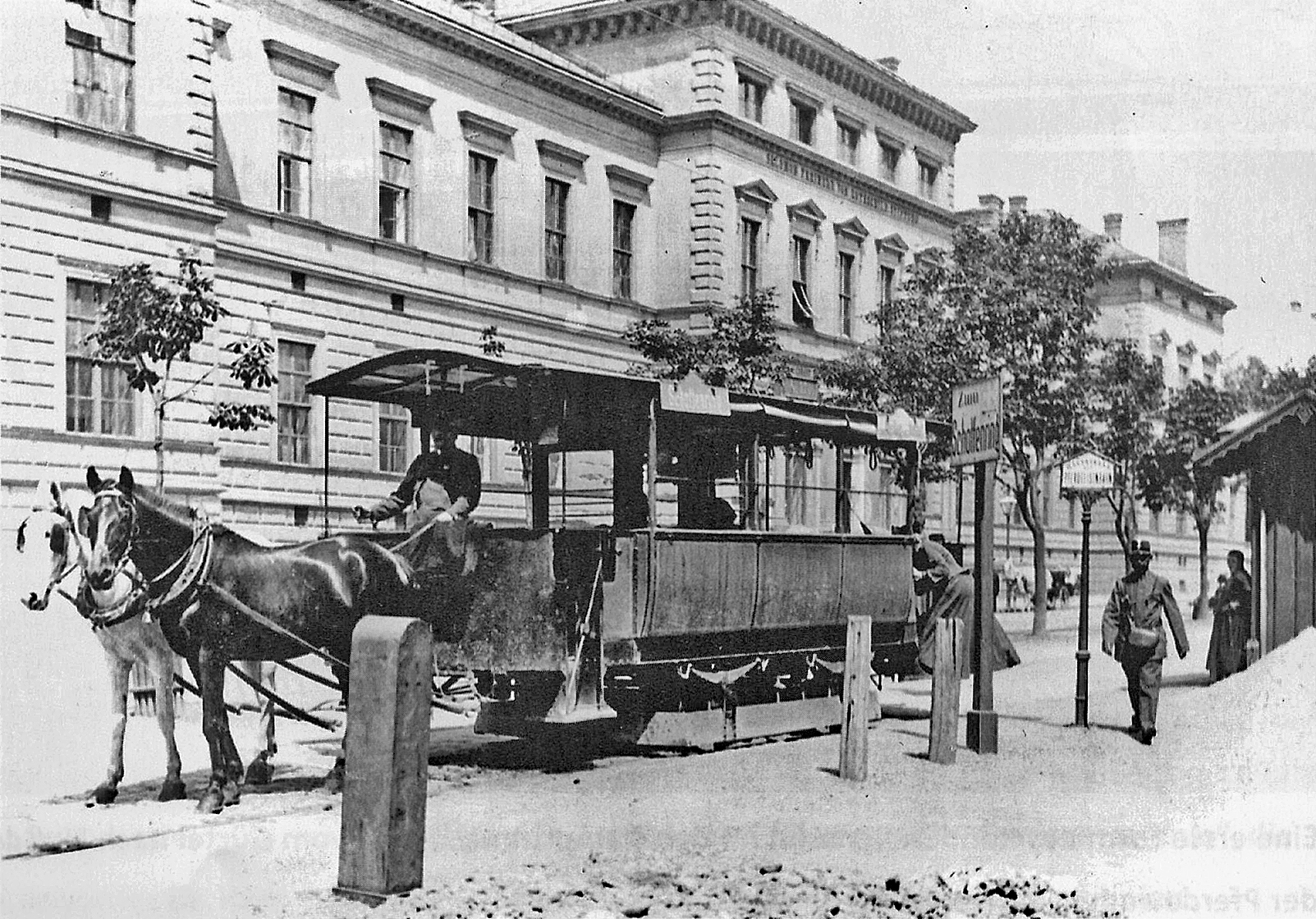
Das Rothschild-Spital mit der Station einer Pferdetramway im Vordergrund

Finanziert wurde der Betrieb des Spitals aus Spenden, Stiftungen, Zahlungen von Patienten und Zuschüssen der IKG Wien.
Als Primarärzte waren Leopold Oser (1839–1910) und später Otto Zuckerkandl (1861–1921) tätig. 1902 gestattete die Kultusgemeinde Zuckerkandl sowie dem Laboratoriumsvorstand Artur Katz Vorträge für Ärzte und Studenten im Spital abzuhalten.
Ursprünglich waren Schwangere in den letzten beiden Monaten, stillende Mütter, Kinder unter acht Jahren, Geisteskranke sowie unheilbar Kranke von der Aufnahme ausgeschlossen. Am 1. Januar 1903 wurde jedoch ein chirurgisch-gynäkologischer Pavillon mit 50 Betten und einem Ambulatorium eröffnet. Danach wurden noch mehrere Ambulatorien eröffnet. Am 1. Dezember 1906 dasjenige für Augenkrankheiten, am 9. April 1907 für Nervenkranke, am 1. Dezember 1912 für Dermatologie und danach noch eines für Hals-Nasen- und Ohrenkrankheiten.
Ab 1908 war dem Spital auch das „Kaiserin Elisabeth-Institut für israelitische Krankenpflegerinnen“ angeschlossen, in dem jüdische Frauen und Mädchen zu Krankenschwestern ausgebildet wurden. Nach zwölf Jahren, in denen lediglich 35 Pflegerinnen ausgebildet worden waren, wurde die Ausbildungsstätte geschlossen.
Der Ruf der Wiener medizinischen Schule und des Spitals „wirkt wie ein Magnet, der Kranke aus aller Herren Länder herbeizieht. Meist arme Kranke, die nicht allein geheilt, sondern auch unterstützt werden wollen und müssen“, insbesondere Juden aus Galizien, die „halb verhungert“ seien, beklagte die jüdische Zeitschrift Ost und West im Jahr 1913. Das Spital hatte entsprechend für die Verpflegung der Kranken mehr aufzuwenden als andere Spitäler und war für seine gute Verpflegung bekannt.
1932 wurden monatliche Seminarabende eingeführt. Gemeinsam mit praktischen Ärzten wurden interessante besondere Fälle diskutiert, die während des letzten Monats vorgekommen waren.
Der Anschluss Österreichs an das Deutsche Reich beendete diese Lehrtätigkeit. Am 6. April 1938 erging an alle Rektorate der Universitäten in Österreich die Weisung, die Lehrbefugnis jüdischer Privatdozenten bis auf weiteres zu widerrufen. Das Reichsbürgergesetz vom 25. Juni 1938 ließ die Bestallungen jüdischer Ärzte ab dem 30. September erlöschen. Außerdem durften sich jüdische Ärzte nicht mehr als Arzt bezeichnen und konnten nur noch als „Krankenbehandler“ Juden behandeln.
Das Rothschild-Spital war während der NS-Zeit das einzige Krankenhaus in Wien, das jüdische Patienten aufnehmen durfte. „Ariern“ war der Zutritt zum Spital dagegen untersagt. Die SA führte Kontrollen durch, ob die Patienten tatsächlich eine Spitalsbehandlung benötigten oder sich womöglich der Deportation entziehen wollten.
Nachdem der Chef der Neurologie nach England ausgewandert war, wurde Viktor Frankl, Neurologe und Psychiater, zum Primararzt ernannt. Er übte diese Tätigkeit von 1940 bis zu seiner Deportation nach Theresienstadt im Jahr 1942 aus.
Im Sommer 1943 wurde das Gebäude von der SS enteignet und als Lazarett genutzt. Das jüdische Spital musste in die Malzgasse 16 im 2. Wiener Gemeindebezirk umziehen.

## Nach 1945
1945 wurde das Krankenhaus durch Bombentreffer schwer beschädigt. Mit Hilfe mehrerer Stellen, so auch der US-Militärregierung, wurden die schwersten Schäden wieder in Ordnung gebracht und der Gebäudekomplex als DP-Lager für jüdische Flüchtlinge genutzt. Verschiedene Wellen von jüdischen Flüchtlingen, 1946 aus Polen, 1947 aus Rumänien, 1948/49 aus Ungarn verschärften die Situation in dem beschädigten Gebäude. Zwischen 1945 und 1952 wurden ungefähr 250.000 jüdische Flüchtlinge in diesem provisorischen Flüchtlingslager betreut. Während des Volksaufstands in Ungarn 1956 wurden hier nochmals Flüchtlinge untergebracht.
1949 stellte die Israelitische Kultusgemeinde Wien einen erfolgreichen Antrag auf Rückstellung des Rothschild-Spitals in ihr Eigentum. Nach der offiziellen Restitution am 29. März 1949 plante die Kultusgemeinde den Wiederaufbau des Krankenhauses, der aber aus finanziellen Gründen nicht zustande kam.
Ende der 1950er-Jahre wurde das ehemalige Spital an die Wiener Handelskammer (heute Wirtschaftskammer Wien) verkauft. Eine Adaptierung des Gebäudes für die Bedürfnisse des Wirtschaftsförderungsinstituts (WIFI), das bisher in der nahe gelegenen Severingasse untergebracht war, wurde als unrentabel und unzweckmäßig angesehen, und daher erfolgte 1960 der Abbruch. Der Neubau wurde 1963 fertiggestellt und später erweitert. Am 16. September 2012 wurde eine Gedenktafel angebracht, die an das frühere Rothschild-Spital erinnert.